# O-Zone
Pour l’article ayant un titre homophone, voir Ozone (homonymie).
 (août 2024).
Si vous disposez d'ouvrages ou d'articles de référence ou si vous connaissez des sites web de qualité traitant du thème abordé ici, merci de compléter l'article en donnant les références utiles à sa vérifiabilité et en les liant à la section « Notes et références ».
O-Zone est un groupe moldave de musique pop chantant en roumain, composé de Dan Bălan, Radu Sîrbu et Arsenie Todiraș.

## Historique
Le groupe est composé de Dan Bălan, Radu Sîrbu et Arsenie Todiraș, nés tous les trois à Chișinău, capitale de la Moldavie. Le groupe a rencontré un succès mondial en 2003 avec la chanson Dragostea din tei, popularisée ensuite par diverses vidéos sur Internet, notamment Numa Numa de Gary Brolsma (es), générant à ce jour des dizaines de millions de vues.
Le groupe s'est séparé le 13 janvier 2005.
Début mai 2017, Dan Bălan, Radu Sîrbu et Arsenie Todiraș ont annoncé sur les réseaux sociaux que le groupe se reformait pour un concert exceptionnel le 9 mai 2017 à Chișinău, ainsi qu'un autre en 2019, à Bucarest.

## Après O-Zone
Les trois membres de O-zone poursuivent dans la musique après la séparation du groupe. Arsenie Todiraș continue une carrière en solo sous le nom d'Arsenium. Il a représenté la Moldavie au 51e concours Eurovision de la chanson en 2006 avec Natalia Gordienko et Connect-R donnant la chanson Loca. Il se place à la vingtième position avec 22 points, devant l'Espagne et ses Las Ketchup et derrière le Royaume-Uni et Daz Sampson, l'Eurovision 2006 étant remportée par le groupe Lordi.
Radu Sîrbu continue lui aussi en solo, sous le nom de RadU.
Dan Bălan continue, d'abord au sein du groupe de rock Balan, ensuite dans son projet pop Crazy Loop, composé de Miguel Anguel, Dan Bălan, Harrisson Jhonn, Nick Harvey et Billy Max.

## Discographie

### Albums
- 1999 : Dar, unde ești
- 2002 : Number 1
- 2003 : DiscO-Zone

### Singles
- 2002 : Numai Tu
- 2002 : Despre Tine
- 2003 : Dragostea din tei (Maiahi)
- 2004 : De ce plâng chitarele
- 2005 : Fiesta de la noche
- 2005 : Mai Ya Hi (traduction anglaise de Dragostea Din Tei)

### Les clips d'O-Zone
Les singles Numai Tu, Dragostea din tei (Maiahi), Despre Tine sont en fait des voyages dans le temps. Dans Numai Tu, le clip se déroule à Chișinău, capitale de la Moldavie, en 2002, les trois chanteurs dansent sur une sorte de « plaque montante » accompagnés par des danseurs, puis par la foule.
Dans Despre Tine, le clip se déroule toujours à Chișinău, on y retrouve des passages du clip de Numai Tu qui ne durent que quelques secondes, avant que le groupe ne voyage dans le temps jusqu'en 1972 où l'on peut voir des personnes dansant sur un single du groupe ABBA, Voulez-Vous, avant l'arrivée du groupe. Au début du clip, on peut apercevoir une personne jouant le rôle de Brad Pitt.
Le clip de Dragostea din tei (Maiahi), enfin, se déroule dans les années 1980. On y retrouve, comme pour les clips précédents, des passages de Numai Tu, ainsi que de Despre Tine. Ce clip montre les O-Zone dansant tantôt sur l'aile d'un avion, tantôt dans un studio, on y voit aussi des passages de bande dessinée. En vérité, cette chanson serait un rêve selon le clip car Arsenie Todiraș s'endort au début du clip avant de se réveiller à la fin, où Dan Bălan lui présente une bande dessinée qui montre ce dont il a rêvé.